# Srednji Kraj

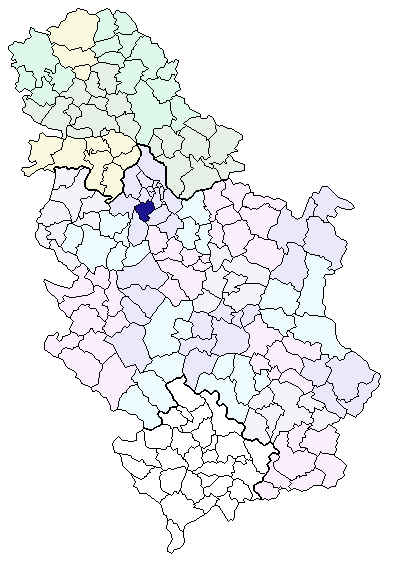
Situation de la municipalité de Barajevo en Serbie

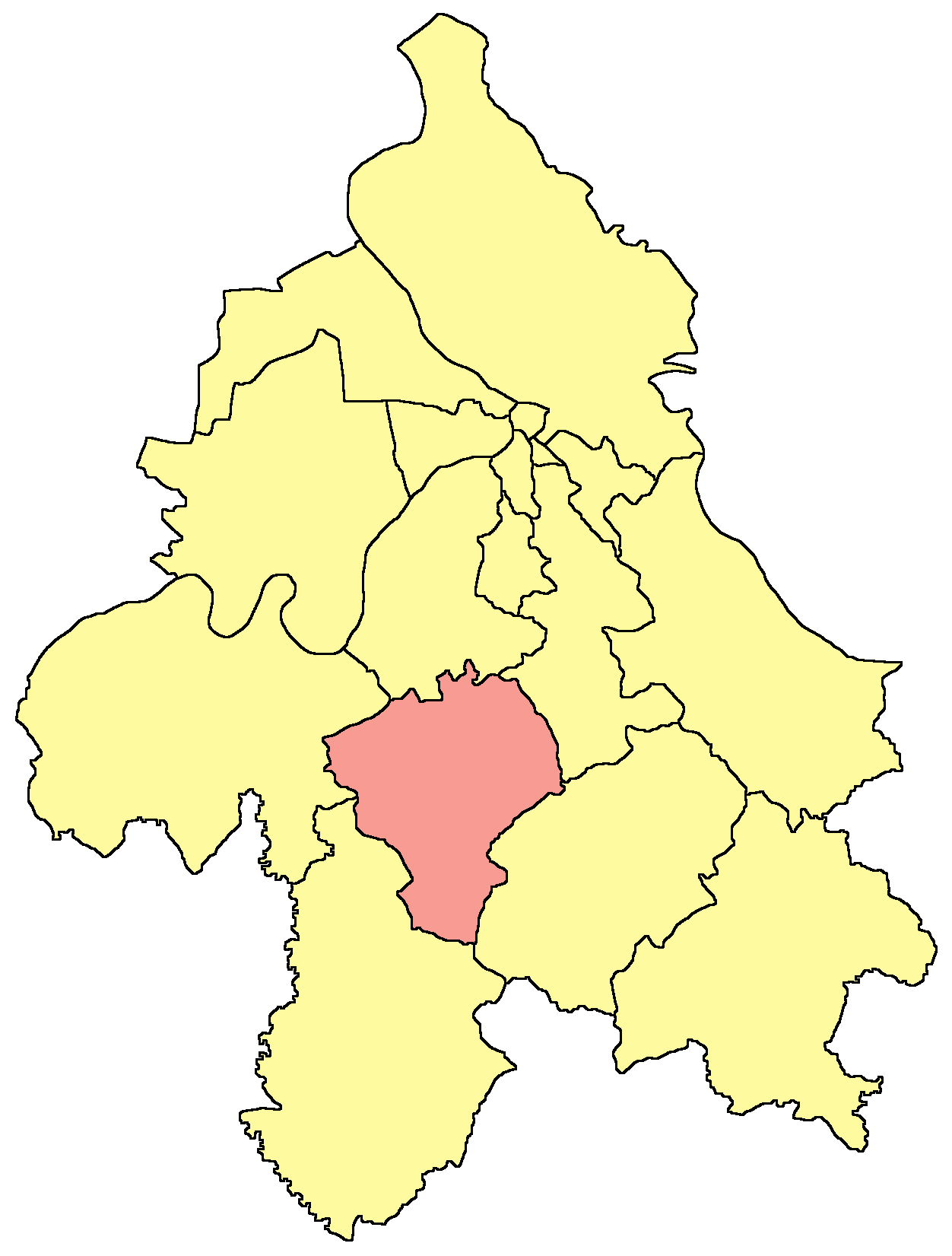
Situation de la municipalité de Barajevo dans le district de Belgrade

Srednji Kraj, en serbe cyrillique Средњи Крај, est un village de Serbie situé dans la municipalité de Barajevo, district de Belgrade.

Srednji Kraj est situé dans les faubourgs de Belgrade.